# Oxygyne triandra
Espèce
Statut de conservation UICN

 CR A1c+2c : 
En danger critique
Oxygyne triandra Schltr. est une espèce de plantes de la famille des Burmanniaceae et du genre Oxygyne. C'est une plante endémique du Cameroun, observée au mont Cameroun. Elle a été collectée pour la première fois près de Moliwe en 1905 et n'a plus été observée au mont Cameroun, malgré plusieurs tentatives, notamment l'expédition de l'Université d'Oxford au mont Cameroun en 1993, dont la redécouverte de cette espèce, avec Afrothismia, constituait l'objectif principal.
Son habitat est celui de la forêt tropicale de basse altitude.
L'espèce figure sur la liste rouge de l'UICN comme en danger critique d'extinction.